# NGC 393
NGC 393 ist eine elliptische Galaxie vom Hubble-Typ E/S0 im Sternbild Andromeda am Nordsternhimmel. Sie ist schätzungsweise 280 Millionen Lichtjahre von der Milchstraße entfernt und hat einen Durchmesser von etwa 140.000 Lichtjahren.

Im selben Himmelsareal befindet sich u. a. die Galaxie NGC 389.
Das Objekt wurde am 5. Oktober 1784 von dem deutsch-britischen Astronomen Friedrich Wilhelm Herschel entdeckt.